# Cheech Marin
Richard Anthony "Cheech" Marin (født 13. juli 1946 i Los Angeles) er en amerikansk komiker, skuespiller og forfatter, der har opnået anerkendelse som den ene halvdel af komiker-duoen Cheech & Chong gennem 1970'erne og de tidlige 1980'ere, og som Don Johnsons partner, inspector Joe Dominguez i Nash Bridges. Han har også lagt stemme til adskillige Disney film, blandt andet Oliver & Co., Løvernes Konge, Biler, dennes efterfølger og Beverly Hills Chihuahua. Cheech Marin har endvidere en mindre rolle i filmen From Dusk till Dawn fra 1996.
Cheech Marin har i forbindelse med samarbejdet med Tommy Chong udgivet en række albums med sketches, soundtracks m.v. Flere af disse album opnået betydelige salgstal.
Marins kendetegn er hans rollers stærke mexikanske accent. Dette er en del af hans komiske person i stedet for en naturlig accent, da Marin er født og opvokset i USA.

## Filmografi
- I krig med morfar  (2020)
- Paulie  (1998)
- Tin Cup  (1996)
- Oliver & Co  (1988)
- Cheech og Chong på potten  (1984)
- Kaptajn Gulskæg  (1983)
- Hampen brænder  (1982)
- Så du røgen?  (1980)